# Скіф-280 Superior

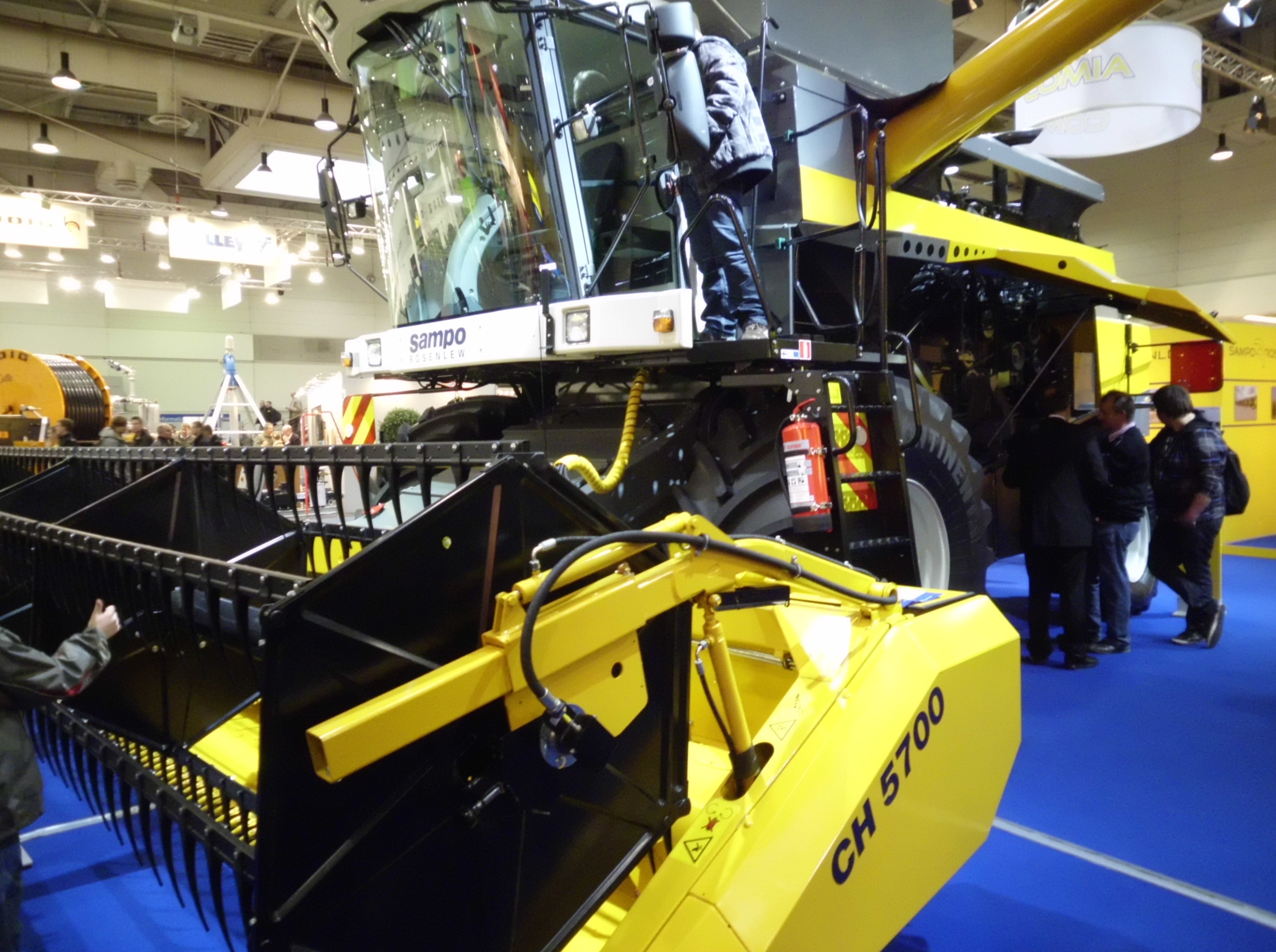
Sampo Rosenlew 3085 Superior

Скіф-280 Superior — український зернозбиральний комбайн Херсонського машинобудівного заводу, що виготовляється з весни 2017 року і є модернізованою версією фінського комбайна Sampo Rosenlew SR 3085 Superior.

## Опис
Скіф-280 Superior оснащується 6-циліндровим двигуном AGCO Sisu Power 74 CTA (Tier 3) потужністю 276 к.с. з технологією SCR, комфортабельною кабіною Premium Plus з кондиціонером, монітором втрат LH500Plus. Шість чотирьохкаскадних клавіш соломотряса мають площу 6,30 м2.
В наявності - 8-ми бичевий барабан обмолоту діаметром 0,5 м і шириною 1,34 м, система попереднього обмолоту діаметром 0,4 м і шириною 1,34 м.
Комбайн обладнаний системою попереднього обмолоту TS (Twin Separation - подвійна сепарація), яка забезпечує якісний обмолот і високу продуктивність. Загальна площа сепарації решетного стану становить 4,50 м2.
Skif 280 Superior набагато дешевший за імпортні аналоги.

## Технічні характеристики
Молотильна система
- 1-й барабан попереднього обмолоту - 400 мм
- 2-й основний барабан - 500 мм
- Вібруючі пластини на підбарабанням
- Незалежне регулювання зазорів на підбарабанням
- Електронний контроль оборотів барабана і зазору
- Єдиний варіатор для прибирання всіх культур
- Суцільнозварний корпус всього молотильного агрегату

Бункер
- Обсяг - 8100 л
- Час розвантаження - 90 сек
- Висота вивантаження - 4 м
- Вивантаження - в русі з будь-якого становища

Двигун
- SISU POWER 74 CTA (Tier 3)
- Потужність - 276 к.с.
- Витрата палива - від 6 л/га
- Бак - 450 л/12 годин роботи